# لیکر (رزیدنت ایول)
لیکر (به انگلیسی: Licker) یکی از آزمایش‌های اولیه هایو (مقر دانشمندان شرکت امبرلا) است که با تزریق مستقیم ویروس تی به بافت زنده درست شده‌است. این آزمایش‌ها باعث ایجاد موجودی ناپایدار شده که با تغذیه از دی ان ای دیگر موجودات زنده تغییر پیدا می‌کند و قویتر و سریع تر می‌شود. این موجود در فیلم سینمایی رزیدنت اویل و با بازی میشل رودریگز و میلا یوویچ نیز حضور دارد